# Frivilligpastor

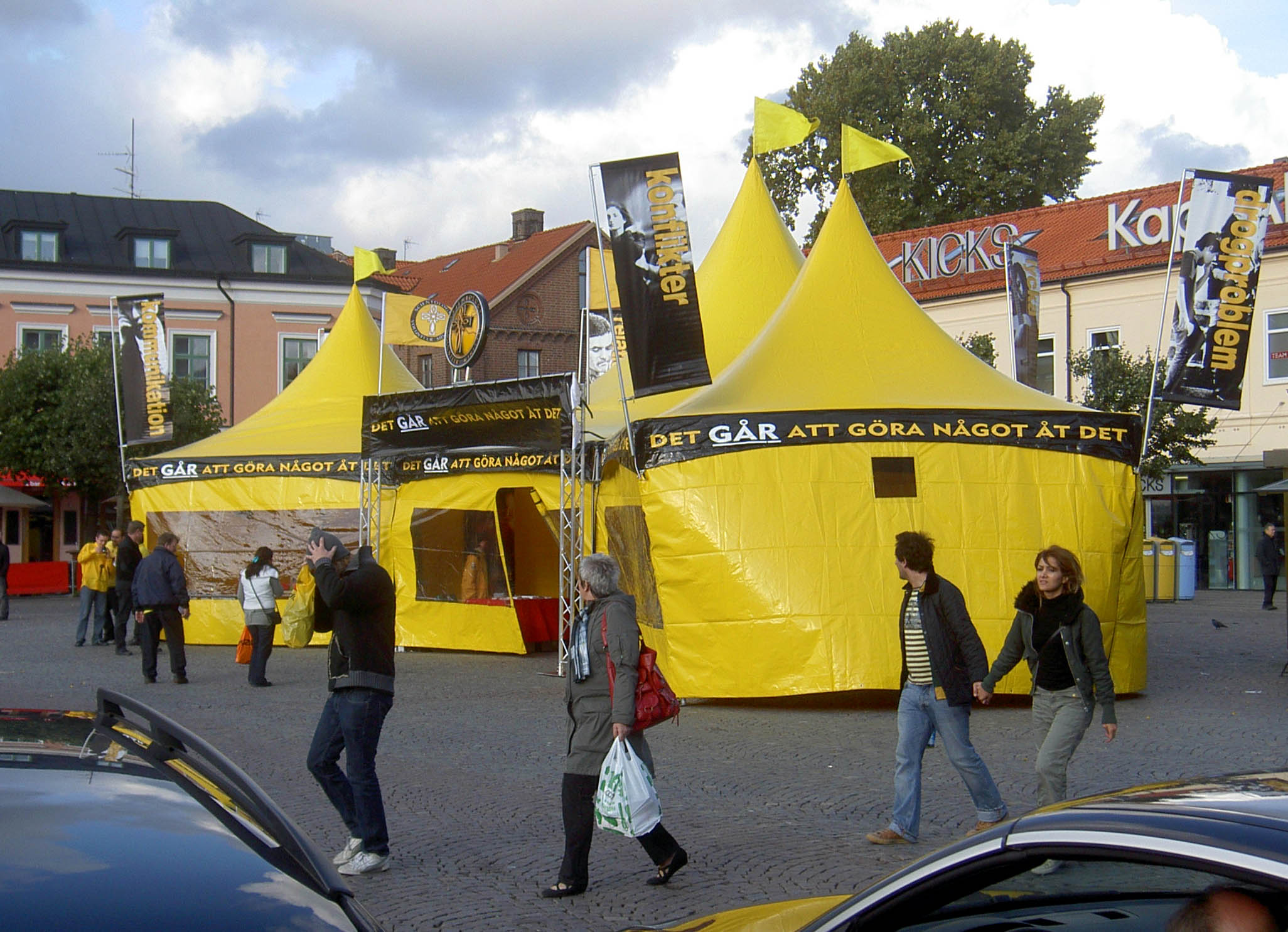
Ett gult tält med Frivilligpastorernas slogan, "Det går att göra något åt det", i Lund 2008.

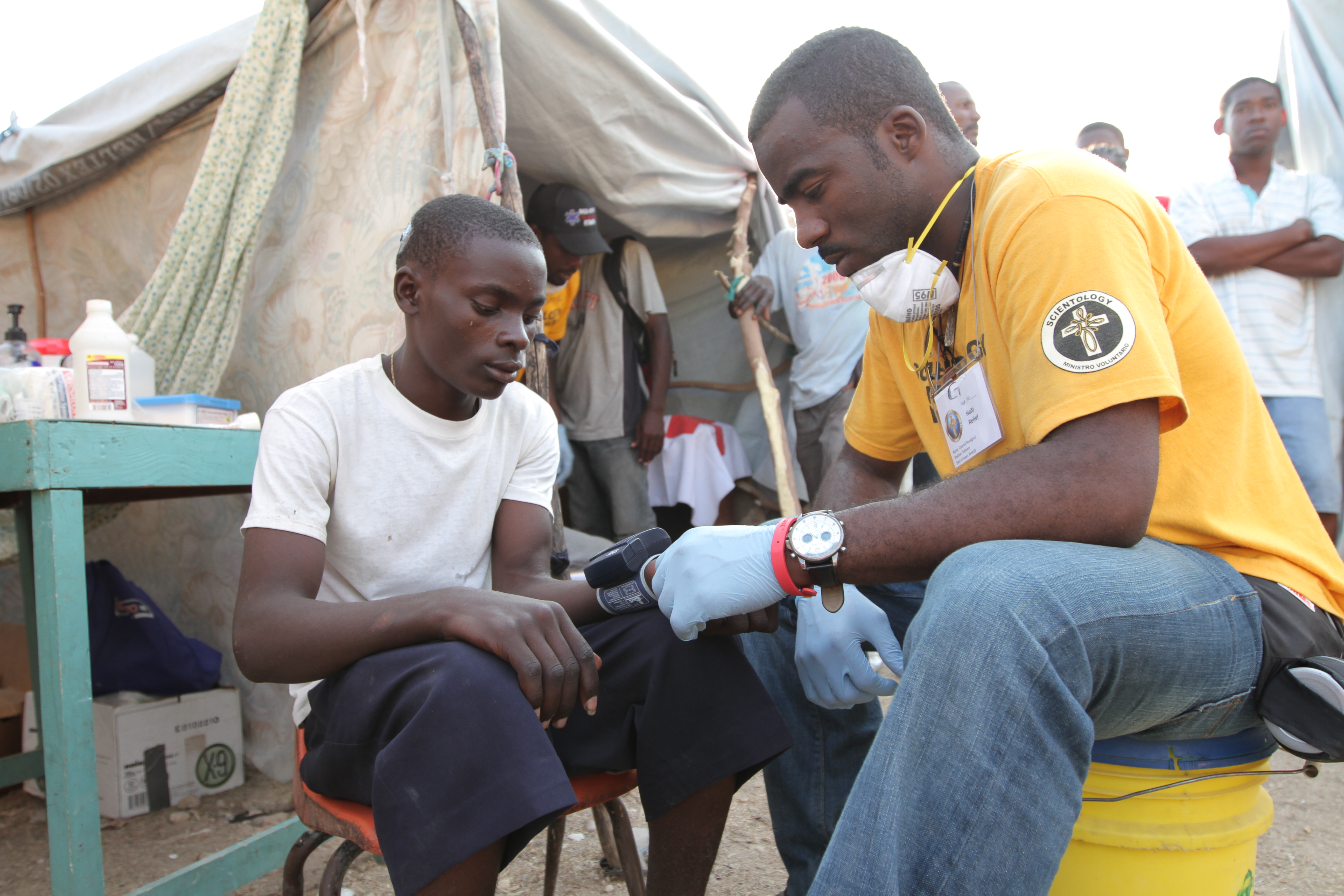
Frivilligpastor i Haiti 2010.

Frivilligpastor (en: Volunteer Minister) är benämningen på volontärarbetare inom Scientologikyrkan. Deras slogan är "Något kan göras åt det" eller "Det går att göra något åt det" och de känns igen på sina gula tält och gula tröjor och jackor. Frivilligpastorerna bedriver sin verksamhet bland annat på katastrofplatser och erbjuder så kallade "assister", som de påstår hjälper människor att läka sig själva.  Enligt kritiker är verksamheten ett sätt att rekrytera medlemmar och propagera mot psykiatri under krissituationer, till exempel efter 11 september-attackerna, tsunamikatastrofen 2004 och orkanen Katrina  och att assisterna är verkningslösa, förutom möjligen en placeboeffekt. Förutom att ge assister ger de även Scientologikyrkans personlighetstest och säljer Dianetik-böcker. Förutom i krissituationer sätter de också upp sina tält på torg och på marknader. 
Frivilligpastorernas utbildning bygger på Scientologihandboken.